# (303775) 2005 QU182
(303775) 2005 QU182 è un oggetto transnettuniano con una magnitudine assoluta (H) di 3,7, perciò è tra i maggiori candidati a diventare un pianeta nano.

## Storia delle osservazioni
La scoperta di (303775) 20057 QU182 è avvenuta il 30 agosto 2005 da un gruppo di ricercatori composto da M. E. Brown, D. L. Rabinowitz e C. A. Trujillo.
(303775) 2005 QU182 è stato osservato 35 volte durante 7 opposizioni su immagini risalenti fino al 1974.

## Parametri orbitali
L'orbita di (303775) 2005 QU182 è molto eccentrica: infatti il perielio si trova a 36,8 UA ovvero poco oltre l'orbita di Nettuno mentre l'afelio si trova a 184,84 UA, al limite esterno del disco diffuso, è perciò anche molto estesa, tra i pianeti nani e i candidati a diventarlo solo Sedna ha un'orbita più grande. Il periodo orbitale è di circa 1200 anni, l'ultimo passaggio al perielio è stato nel 1971 e attualmente (3073775) 2005 QU182 si trova a 50 UA dal Sole.

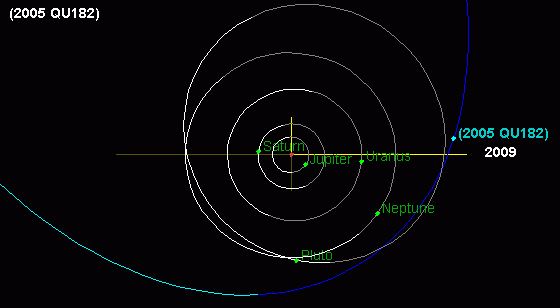
L'orbita di (303775) 2005 QU_{182} è quella blu di cui è evidente l'eccentricità

## Magnitudine assoluta
La dimensione di un pianetino può essere desunta dalla sua magnitudine assoluta e dalla sua albedo. (303775) 2005 QU182 ha una magnitudine assoluta di 3,7, perciò le sue dimensioni possono essere comprese tra i 638 e i 1425  km con un valore medio di circa 1000  km, simile a quelle di Cerere.